# Borna di Croazia
Borna (... – 821) è stato un principe (knez) della Croazia bianca dall'815 all'821 e vassallo dell'Impero carolingio.
Era figlio di Višeslav.

## Regno
Nell'819 un nipote di Borna, il principe Ljudevit Posavski della Croazia interna, fu a capo di una ribellione contro i Franchi, e Borna, rimasto fedele all'imperatore franco, attaccò i croati di Pannonia ribelli, sollecitato dall'imperatore che gli promise maggiori poteri. Nella famosa battaglia di Kupa, dal nome del fiume Kupa nei paraggi del quale si svolse, la guerra sembrò favorire i croati di Pannonia, e Ljudevit, nemico di Borna, si spinse verso la costa fino ad invadere la Croazia Bianca nel dicembre dello stesso anno. Un rigido inverno scese sulle colline del regno di Borna, arginando l'espansione di Ljudevit e scongiurandone i saccheggi. Ljudevit fu costretto alla ritirata e perse oltre 3.000 soldati e 300 cavalli nel corso della sua campagna militare.
Il principe Borna si incontrò con l'imperatore dei Franchi ad Aquisgrana nel gennaio dell'820 e strinse con lui una nuova alleanza. L'imperatore dei Franchi preparò l'invasione dei territori della Croazia interna e degli alleati di Ljudevit. Benché il regno di Ljudevit fu definitivamente sconfitto, Borna morì in una battaglia a seguito della quale, nell'821, la Croazia interna perse la maggior parte delle sue fortezze. Gli succedette prima il figlio Ljudemisl e poi il nipote Vladislav.